# Heinrich Amsinck
Heinrich Amsinck, né le 9 septembre 1824 à Hambourg où il meurt le 4 janvier 1883, est un marchand et armateur de Hambourg. Il a été directeur général de la compagnie Hamburg Süd, président de la Chambre de commerce de Hambourg et membre du Parlement de Hambourg.

## Biographie
Heinrich Amsinck est le cinquième enfant de la famille du marchand Johannes Amsinck, propriétaire de la société Johannes Schuback & Söhne, et de son épouse Emilie née Gossler à Hambourg.
Après une formation commerciale et un séjour de deux ans à Boston, il devient en 1849 membre de la direction puis associé en 1853 de la maison de commerce paternelle, qu'il dirige avec son frère Wilhelm Amsinck après la mort du père.
Amsinck représente les intérêts de son entreprise engagés traditionnellement dans les échanges avec l'Amérique du Sud au sein du conseil d'administration de la Hamburg America Line (HAPAG) à partir de 1857, puis en tant premier directeur général de la compagnie maritime Hamburg Südamerikanische Dampfschifffahrts-Gesellschaft (HSDG) (Hamburg Süd), fondée en 1871.
Il joue un rôle important à la Chambre de commerce de Hambourg, où il est en poste en 1864. En 1871, il est à la tête du projet ambitieux mené par onze maisons de commerce situées à Hambourg, pour créer la Hamburg Süd<refPlanung und Finanzierung der Speicherstadt in Hamburg: gemischtwirtschaftliche Unternehmensgründungen im 19. Jahrhundert unter besonderer Berücksichtigung der Hamburger Freihafen-Lagerhaus-Gesellschaft, par Frank M. Hinz LIT Verlag Münster, 2000, page 121 .</ref>, dont il devient directeur général. La société est fondée officiellement le 4 novembre 1871, avec un capital de 3,7 millions de marks. Lors de la première assemblée, à l'assistance très nombreuse, Heinrich Amsinck affime dans un discours que « jamais à Hambourg une entreprise nouvelle n'avait rencontré un si bon accueil ». Preuve du succès, trois vapeurs de 4000 tonneaux de jauge brute desservent mensuellement le Brésil, l'Uruguay et l'Argentine, et bientôt un quatrième. 
Les historiens du transport maritime estiment que Heinrich Amsinck fait partie des dirigeants, comme August Bolten, Carl Woermann et Carl Laiesz, qui ont joué un rôle éminent dans le développement de la Hamburg Süd. 
De 1876 à 1882, il a également été membre du Comité de district de la Reichsbank, et a joué un rôle dans la séparation entre la Chambre de commerce et l'administration municipale (Sénat) de Hambourg. Après l'adhésion de la ville à l'Union douanière allemande en 1881, il s'est engagé pour le maintien du port franc et la création de la cité des entrepôts.
Heinrich Amsinck meurt à Hambourg le 4 janvier 1883.